# Viola anagae
Viola anagae är en violväxtart som beskrevs av A. Gilli. Viola anagae ingår i släktet violer, och familjen violväxter. Inga underarter finns listade i Catalogue of Life.